# عارف‌نامه
عارف نامه شعری از ایرج میرزا در قالب مثنوی بر وزن «مفاعیلن مفاعیلن فعولن» و در ۵۱۵ بیت است که معروف‌ترین اثر ایرج میرزا و یکی از مشهورترین منظومه‌های ادبیات فارسی پس از مشروطه به شمار می‌رود. عارف‌نامه در اصل در هجو عارف قزوینی سروده شده‌است ولی شاعر در ضمن آن به بیان مسائل سیاسی و اجتماعی با نگاه انتقادی نیز می‌پردازد. نکوهش حجاب و مخالفت با خانه‌نشینی زنان، انتقاد از سیاست‌مداران و فضای سیاسی کشور و اعتراض به رواج بچه‌بازی از مضامین دیگر این شعر است که با بیانی طنزآمیز و هزلی مطرح شده‌اند.
عارف‌نامه به رغم محبوبیت و شهرت خود مورد انتقادات و مخالفت‌های فراوان نیز قرار گرفته چنان‌که شاعر چندین شعر هم در پاسخ به انتقاداتی که از عارف‌نامه می‌شده، سروده‌است. انگیزهٔ برخی مخالفت‌ها دفاع از عارف قزوینی و برخی دیگر دفاع از حجاب و برخی نیز انتقاد از عباراتِ بی‌ادبانه در این شعر بوده‌است.

## چگونگی سروده‌شدن
در مورد علت سرودن عارف‌نامه روایت‌های گوناگونی نقل شده که همگی به یک نتیجه یعنی رنجش ایرج از عارف قزوینی در هنگام سفر عارف به مشهد ختم می‌شود. گویا ایرج همان‌طور که در شعر می‌گوید انتظار داشته که عارف به دلیل دوستی دیرینه در این سفر به دیدن به او بیاید اما عارف به مقر ژاندارمری مشهد، که در آن زمان در اختیار کلنل پسیان بوده، می‌رود و وقتی هم که ایرج برای ملاقات او به آنجا می‌رود با وی برخورد سردی می‌کند و آن شب در کنسرت هم غزلی می‌خواند که در بیت پایانی آن فتحعلی‌شاه جد ایرج را نفرین می‌کند:
| چو جغد بر سر ویرانه‌های شاه عباس |  | نشست عارف و نفرین به روح خاقان کرد |

ایرج پس از این حوادث تصمیم به سرودن شعری در هجو عارف می‌گیرد و به تشویق دوستان مطالب سیاسی و اجتماعی را نیز در آن می‌گنجاند و به مرور بخش‌های جدیدی را به آن اضافه می‌کند. به‌طوری‌که حتی پیش از تکمیل و انتشار در بین شعردوستان و ادیبان بسیار مشهور شده و سروصدای زیادی به‌پا کرده بود و هزاران نسخهٔ دست‌نویس از آن موجود بود.

## انتقادات به ایرج میرزا و پاسخ‌های وی به منتقدان
ایرج پس از انتشار عارف‌نامه و حتی در حین سرودن آن با انتقادات زیادی روبرو شد و اشعار و مقالاتی در رد آن نوشته شد. از مهم‌ترین آن‌ها می‌توان به منظومهٔ ۳۳۴ بیتی اسدالله طلعت تبریزی در دفاع از عارف قزوینی با عنوان «انتقاد طلعت به عارف‌نامهٔ ایرج میرزا» در سال ۱۳۰۴ اشاره کرد. طلعت در این شعر قدرت بیان ایرج را ستایش می‌کند ولی می‌گوید مطالب خلاف ادبی که در این شعر عنوان کرده‌است به اعتبار خود او هم ضربه زده‌است:
| بلی تو آسمانی، من زمینم   |  | تو صاحب خرمنی، من خوشه‌چینم  |
| ولیکن کاستی خود رتبه‌ات را |  | ز بس بی‌ربط خواندی خطبه‌ات را |
| نفهمیدی مقام خویشتن را    |  | به جای بد کشانیدی سخن را    |

میرزا محمود سپاسی مدیر روزنامهٔ رعد مقاله‌ای به هواداری از عارف نوشت که ایرج در پاسخ به آن قطعه‌ای با مطلع «میم سپاسی کجاست تا که نگویند / عارف بیچاره دادخواه ندارد» سرود. ایرج در این شعر می‌گوید:
| روز قیامت شود به صورت خرچنگ      |  | هرکه ز عارف ادب نگاه ندارد |
| آینه باشد وجود حضرت عارف         |  | غصه چرا می‌خوری که آه ندارد |
| بنده اگر چند شعر هرزه سرودم      |  | این همه الغوث یا اله ندارد |
| در دو سه جا نام عارف آمده در شعر |  | وااسفا وامصیبتاه ندارد     |

از سوی دیگر امیرالشعرای نادری یک مثنوی با مطلع «ایا شهزادهٔ پاکیزه‌منظر / که اشعار تو باشد روح‌پرور» در استقبال از عارف‌نامه سرود که در آن گفته‌های ایرج در مورد عارف را تأیید کرده ولی از مطالب مربوط به حجاب سخت انتقاد کرده و مدعی می‌شود که زن باحجابی که در عارف‌نامه با شاعر هم‌بستر می‌شود، خواهر او بوده:
| زن با پیچه‌ای کاندر برت بود     |  | اگر خواهی شناسی خواهرت بود    |
| برادر چون که خواهر را چنین گاد |  | از آن‌رو روی خواهر بر تو نگشاد |

ایرج میرزا در پاسخ به امیرالشعرای نادری در قطعه‌ای با مطلع «شنیدم یاوه‌گویی هرزه‌پویی / گدایی سفله‌ای بی‌آبرویی / چو اشعار حجابم را شنیده/حجاب شرم و عفت را دریده» پاسخ او را می‌دهد و در آن می‌گوید:
| به قول تو زنی کاندر برم بود |  | منش نشناختم کو خواهرم بود     |
| گرفتم قول تو عین صواب است   |  | نه این هم باز تقصیر حجاب است؟ |
| نباید منع کرد این عادت بد   |  | که کس نادیده بر خواهر بچسبد؟  |

و با اینکه می‌گوید او اهل فحاشی نیست و فحش را با فحش جواب نمی‌دهد اما ادعای دشنام‌گونه نادری را با دشنام بزرگتری مبنی بر این که آن زن مادر او بوده، پاسخ می‌دهد. ایرج همچنین نقطه ضعف شعر نادری را به خوبی دریافته. به فرض که شاعر خواهرش را به دلیل حجاب نشناخته است. خواهر که می‌توانسته برادرش را بشناسد!:
| تو را هم شد حجاب اسباب این ظن |  | که خواندی مادرت را خواهر من  |
| اگر آن زن به سر معجر نمی‌زد    |  | یقین این شبهه از تو سر نمی‌زد |
| نفهمیده نمی‌گفتی و اکنون       |  | نمی‌افتاد راز از پرده بیرون   |
| نیندیشیدی ای بیچاره خر        |  | که خواهر ساز ناید با برادر   |

## نمونه شعر
| شنیدم من که عارف جانم آمد    |  | رفیق سابق طهرانم آمد        |
| شدم خوش وقت و جانی تازه کردم |  | نشاط و وجد بی اندازه کردم   |
| به نوکرها سپردم تا بدانند    |  | که گر عارف رسد از در نرانند |
| نگویند این جناب مولوی کیست   |  | فلانی با چنین شخص آشنا نیست |
| نهادم در اتاقش رخت خوابی     |  | چراغی، حوله‌ای، صابونی، آبی  |
| عرق‌هایی که با دقت کشیدم      |  | به دست خود درون گنجه چیدم   |
| مهیا کردمش قرطاس و خامه      |  | برای رفتن حمام جامه         |
| فراوان جوجه و تیهو خریدم     |  | دو تایی احتیاطاً سر بریدم    |
| نشستم منتظر کز در در آید     |  | ز دیدارش مرا شادان نماید    |
| نمی‌دانستم ای نامرد کونی      |  | که منزل می‌کنی در باغ خونی   |